# Richmond Park

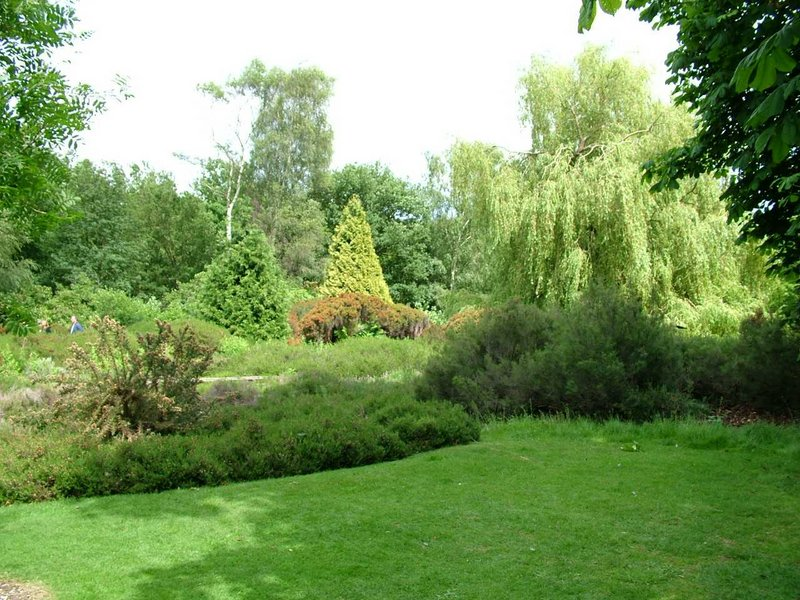
O parte a plantaţiei Isabella din Richmond Park

Richmond Park este cel mai mare dintre parcurile regale din Londra. Se învecinează cu cartierele Richmond upon Thames, Kingston upon Thames, Wimbledon, Roehampton și East Sheen.
Suprafața parcului este de 955 de hectare și este cel mai întins parc urban împrejmuit de ziduri din Europa.

## Trăsături semnificative
Conține „Plantația Isabella”, o grădină împădurită care este ea însăși o mare atracție turistică.
Priveliștea către Catedrala Sf. Paul, care este la o distanță de 12 mile, de pe Dealul Regelui Henry al VIII-lea este protejată prin lege (nu se pot construi clădiri înalte sau semnificative în apropiere).  
Vila Pembroke este situată în interiorul parcului, având propriile sale grădini. Inițial reședința lui John Russell, acum este un restaurant. 
Sediul central al Școlii Regale de Balet a fost de asemenea în parc, la Vila Albă, unde elevii sunt în continuare învățați balet.

## Spații împădurite
Pajiștile și pădurile parcului au ca substrat un teren jos, cu un sol acid. Iarba este întreținută în general prin cosire. Parcul conține numeroase terenuri acoperite cu copaci (de o densitate mai mare sau mai mică), multe dintre ele create cu ajutorul donațiilor. 
Una dintre aceste zone este Queen Mother's Copse, o mică porțiune dintr-un deal împădurit, între porțile Robin Hood și Ham, constituită în cinstea Reginei Elizabeth Bowes-Lyon, „Regina Mamă”.
Un alt teren acoperit cu copaci este Bone Copse, numit astfel în 2005. A fost început de către familia Bone în 1988, cumpărând și plantând un copac de la administrația parcului, în memoria lui Bessie Bone care decedase în acel an. Anual au fost adăugați copaci, și deși în 1994 și soțul ei Frederick Bone a murit, copiii lor au continuat plantările.

## Animale sălbatice

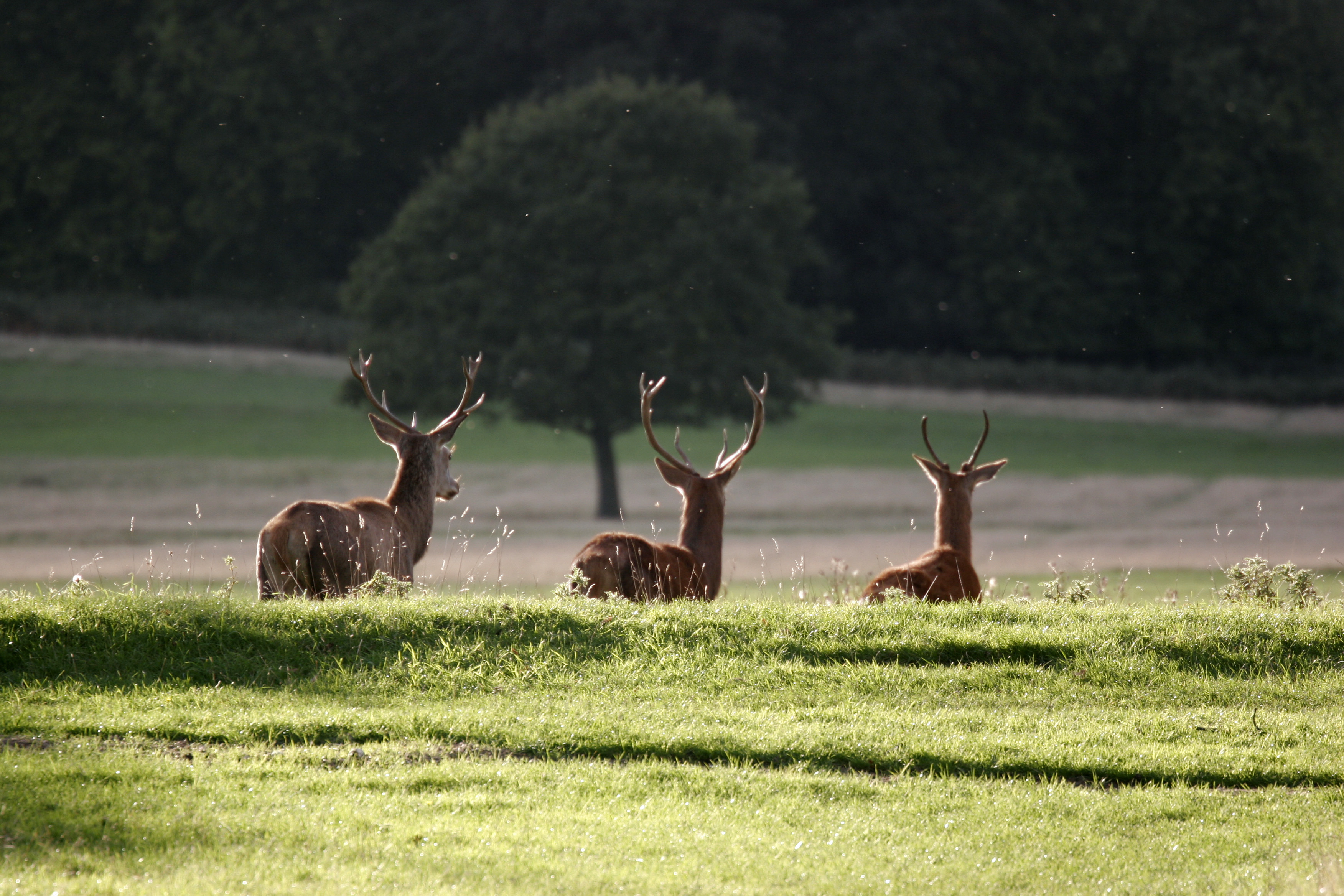
Căprioară în Parcul Richmond (octombrie 2005)

Turme de diferite specii de căprioare se deplasează în voie prin parc.
De asemenea parcul este un refugiu pentru multe alte specii sălbatice, inclusiv veverițe, iepuri, diverse insecte (printre care rădașca), copaci foarte bătrâni, ca și multe specii de ciuperci.
Parcul Richmond este o arie protejată prin lege pentru rădașcă.

## Istorie
În timpul domniei Regelui Edward (1272-1307) zona era cunoscută ca Domeniul Sheen. Numele a fost schimbat la Richmond în timpul Regelui Henry al VII-lea. În 1625 Charles I și-a mutat curtea regală în acest parc, pentru a scăpa de epidemia din Londra, și a transformat zona într-un parc pentru căprioare. Decizia lui din 1637, de a înconjura cu ziduri parcul, a fost nepopulară, însă pietonii au avut dreptul să treacă pe acolo. Zidurile se păstrează până în ziua de azi, parțial reconstruite și consolidate.
În 1847 Vila Pembroke a devenit casa premierului de atunci, Lord John Russell pentru a fi mai târziu casa în care a copilărit nepotul său, Bertrand Russell. Acum este un restaurant popular, de unde se poate admira priveliștea spectaculoasă către valea Tamisei.
Plantația Isabella este o gradină cu copaci uimitoare, creată după Al Doilea Război Mondial dintr-o pădurice deja existentă; este întreținută în mod unitar, ceea ce conduce la o floră și faună bogate.
Parcul Richmond a fost declarat zonă de interes științific și rezervație naturală.

## Căi de acces
Parcul este înconjurat un zid care are câteva porți, dar există și drumuri deschise traficului rutier (cu viteza maximă de 20 de mile pe oră, doar în timpul zilei); în afară de taxi-uri, autovehiculele comerciale nu pot intra.
Porțile deschise traficului rutier sunt Sheen Gate, Richmond Gate, Ham Gate, Kingston Gate, și Roehampton Gate. Poarta Robin Hood (în apropierea sensului giratoriu cu același nume de pe autostrada A3) a fost închisă autovehiculelor în 2003 în cadrul unui experiment de micșorare a traficului. Responsabilii guvernamentali nu a decis încă dacă lucrurile vor rămâne așa și în viitor. Consiliile locale sunt în general în favoarea redeschiderii porții, dar aceasta nu e neapărat și părerea cetățenilor; unii dintre aceștia ar accepta chiar și interzicerea traficului rutier pe întreaga suprafață a parcului.
În interiorul parcului există piste de biciclism și poteci care sunt bine delimitate și marcate pe hărți și diagrame care sunt așezate la intrările în parc; la fel este și în cazul tuturor celorlalte reguli pe care trebuie să le respecte vizitatorii.
Setul de reguli din 1997 limitează accesul bicicliștilor la drumurile principale și la pistele cu suprafață dură, marcate ca atare. Accesul cu bicicleta în pădure sau pe potecile de pământ este strict interzis, din cauza pericolului de eroziune a solului.
Ordinea în parc este menținută de serviciul parcuri al Poliției Metropolitane; de curând, polițiștii călare au fost înlocuiți cu echipe de patrulare echipate cu vehicule 4x4 care pot fi văzute câteodată în parc. Cei mai mulți vizitatori respectă regulile, dar mai sunt și excepții. Cea mai frecventă infracțiune este depășirea limitei de viteză de către șoferi, sau parcarea neregulamentară (în locuri interzise). De asemenea, bicicliștii ies uneori de pe traseele marcate.
În parc există și piste speciale pentru călărie, accesul fiind interzis pietonilor; din cauza nisipului cu care sunt acoperite, mersul altfel decât călare este difici, așa că prea apar încălcări ale  acestei reguli. În general, cei care călăresc o fac prin intermediul unor cluburi specializate, care au grijă să nu se iasă de pe pistele dedicate acestui sport.
Vizitatorii trebuie să știe că aprinderea focului (sau prepararea grătarelor) este strict interzisă, ca și echipamentele de amplificare audio.

## Circumscripția electorală
Richmond Park este și numele unei circumscripții electorale parlamentare, care cuprinde câteva sectoare din jurul parcului: Richmond-upon-Thames, Barnes, Kew, Ham, Petersham, Sheen și părți din Kingston-upon-Thames. Susan Kramer este cea care reprezintă în acest moment circumscripția.